# فردی اشمیتکه
فردی اشمیتکه (آلمانی: Fredy Schmidtke; ۱ ژوئیهٔ ۱۹۶۱ – ۱ دسامبر ۲۰۱۷) دوچرخه‌سوار اهل آلمان بود.
وی در مسابقات کشوری و بین‌المللی در مجموع برندهٔ ۱ مدال طلا شده‌است.